# Cymatophoropsis chinensis
Cymatophoropsis chinensis là một loài bướm đêm trong họ Noctuidae.